# Petit dodécahémicosaèdre
En géométrie, le petit dodécahémicosaèdre est un polyèdre uniforme non-convexe, indexé sous le nom U62.
Ses 30 sommets et ses 60 arêtes, le long de ses 12 faces pentagrammiques sont partagés avec le dodécadodécaèdre.